# Eduard Kadlec
Eduard Kadlec (16. března 1880, Ústí nad Labem – 19. srpna 1961 Brno) byl československý generál a jeden z velitelů v Československých legiích v Rusku.

## Život
V Rusku se zúčastnil zejména vítězných bitev u Bachmače (kde byl vážně raněn do hlavy) a velké bitvy o Murino na transsibiřské magistrále na Bajkale, kde pomohl spolu se 7. Tatranským plukem zcela zničit bolševickou Golikovovu armádu "Centrosibiře", která znemožňovala průjezd československých ešalonů do Vladivostoku.
Kadlec měl za sebou již několik let služby v rakousko-uherské armádě, když strávil 5 let jako voják v Belgickém Kongu. V době 1. světové války byl zajat a tak později vstoupil do Československých legií, v jejichž rámci se stal postupně jednou z jejich nejdůležitějších osobností. Po návratu do ČSR působil od roku 1919 v armádě až do roku 1937, kdy byl v hodnosti armádního generála penzionován.
Do své smrti se už nikterak veřejně neangažoval, v době komunistického režimu byl dokonce degradován na vojína.
Zemřel roku 1961 a byl pohřben na Ústředním hřbitově v Brně.

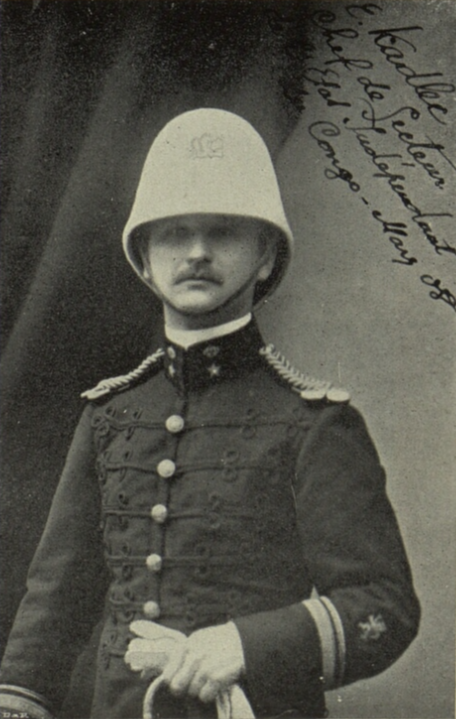
kpt. Eduard Kadlec v uniformě belgického důstojníka (1908)

## Vyznamenání
| Vojenský jubilejní kříž                                        | Vojenský jubilejní kříž                                |
| Služební hvězda                                                | Služební hvězda (L ´Étoile de Service)                 |
| Řád lva, IV.třídy - důstojník                                  | Řád lva, IV.třídy - důstojník                          |
| Kříž Sv. Jiří, IV. stupně                                      | Kříž Sv. Jiří, IV. stupně                              |
| Řád sv. Anny, II. třídy s meči                                 | Řád sv. Anny, II. třídy s meči                         |
| Řád sv. Vladimíra, II. třída s meči                            | Řád sv. Vladimíra, II. třída s meči                    |
| Řád sv. Vladimíra, III. třída s meči                           | Řád sv. Vladimíra, III. třída s meči                   |
| Válečný kříž                                                   | Válečný kříž                                           |
| Řád rumunské hvězdy, III. třídy s meči                         | Řád rumunské hvězdy, III. třídy s meči                 |
| Československý válečný kříž 1914–1918                          | Československý válečný kříž 1914–1918                  |
| Řád sokola, skupina vojenská s meči                            | Řád sokola, skupina vojenská s meči                    |
| Řád rumunské koruny, III. třídy - komtur                       | Řád rumunské koruny, III. třídy - komtur               |
| Pamětní Kříž na válku 1916-1919                                | Pamětní Kříž na válku 1916-1919                        |
| Československá revoluční medaile                               | Československá revoluční medaile                       |
| Řád svatého Michala a svatého Jiří, II. třídy – rytíř komandér | Řád sv. Michala a sv. Jiří, II. třídy – rytíř komandér |
| Medaile vítězství                                              | Československá medaile Vítězství                       |
| Řád rumunské koruny, II. třídy - velkodůstojník                | Řád rumunské koruny, II. třídy - velkodůstojník        |
| Řád čestné legie, IV. třídy – důstojník                        | Řád čestné legie, IV. třídy – důstojník                |
| Řád čestné legie, III. třídy – komandér                        | Řád čestné legie, III. třídy – komandér                |
| Pamětní konžská medaile                                        | Pamětní konžská medaile                                |
| Řád rumunské koruny, I. třídy - velkokříž                      | Řád rumunské koruny, I. třídy - velkokříž              |
| Řád rumunské hvězdy, I. třídy - velkokříž                      | Řád rumunské hvězdy, I. třídy - velkokříž              |
| Bachmačská pamětní medaile                                     | Bachmačská pamětní medaile                             |